# 苏家遗址 (中牟县)
苏家遗址位于河南省郑州市中牟县三官庙乡苏家村西南400米，西距中三路500米，东临生产路。
遗址南北长500米，东西宽400米，面积20万平方米。址文化内涵丰富，文化堆积较厚，对研究和探索商文化具有一定价值。2009年6月3日，经郑州市人民政府批准，列入第二批郑州市文物保护单位。